# Papaver tenuifolium
Papaver tenuifolium är en vallmoväxtart som beskrevs av Pierre Edmond Boissier och Hohen.. Papaver tenuifolium ingår i släktet vallmor, och familjen vallmoväxter. Inga underarter finns listade i Catalogue of Life.